# Helmut Dornmayr
Helmut Dornmayr (* 1965) ist ein österreichischer Soziologe, Sozialwissenschafter und Schriftsteller.

## Leben
Nach der AHS-Matura am Stiftsgymnasium Seitenstetten studierte Dornmayr von 1983 bis 1992 an der Universität Linz Soziologie und Betriebswirtschaft. In der Folge arbeitete er als wissenschaftlicher Mitarbeiter am Forschungsinstitut für Sozialplanung an der Universität Linz. Von 1993 bis 2002 arbeitete er als wissenschaftlicher Mitarbeiter und ab 1997 Bereichsleiter am Institut für Berufs- und Erwachsenenbildungsforschung an der Universität Linz (IBE). Seit September 2002 ist er als Projektleiter am ibw (Institut für Bildungsforschung der Wirtschaft, Wien) tätig.
Dornmayr hat an mehr als 200 Studien im Bereich Bildung und Arbeitsmarkt mitgearbeitet (meist als Projektleiter). Die inhaltlichen Forschungsschwerpunkte sind Berufs- und Bildungsforschung, Arbeitsmarkt- und Qualifikationsbedarfsforschung, Evaluierung bildungspolitischer Instrumente und arbeitsmarktpolitischer Programme, sowie internationale Vergleichsstudien und Beteiligung an europäischen Forschungsprojekten.
1992 erhielt Dornmayr ein Nachwuchsstipendium für Literatur des BMUK.
Als Literat ist Dornmayr erst seit 2015 öffentlich in Erscheinung getreten, vor allem als Autor von Kurzgeschichten und Essays (Veröffentlichungen in Literaturzeitschriften und Anthologien). Daneben schreibt er auch Lyrik und Songtexte.

## Auszeichnungen
- 1992: Wissenschaftspreis der Kammer für Arbeiter und Angestellte für Oberösterreich.

## Wissenschaftliche Publikationen (Auswahl)
- Lehrlingsausbildung im Überblick 2024. Strukturdaten, Trends und Perspektiven. ibw-Forschungsbericht Nr. 221, Wien. Mitarbeit: Sabine Nowak[5]
- Berufsbildung = Berufsbildung? Beruf = Beruf? Eine empirische Untersuchung ausgewählter Lehrberufe in Österreich. SSOAR – Social Science Open Access Repository, Mannheim, 2019.[6]
- Mismatch am österreichischen Ausbildungsmarkt – Hintergründe und Folgen. Enthalten in Berufsbildung in Wissenschaft und Praxis Bd. 45, Nr. 4: 21–25, 2016[7]
- Berufseinmündung von AbsolventInnen der Integrativen Berufsausbildung. Eine Analyse der Beschäftigungsverläufe. ibw-Forschungsbericht Nr. 167, Wien 2012[2]

## Belletristik (Auswahl)
- auftauchen 2, Neue Literatur aus Niederösterreich, Herausgeber Wolfgang Kühn, Beitrag von Helmut Dornmayr, ISBN 978-3902717689

- Der Garten und ich: Abgründe einer gesunden Beziehung. Kurzgeschichten von Helmut Dornmayr (Autor), ISBN 978-3991650331